# Unisław
Unisław è un comune rurale polacco del distretto di Chełmno, nel voivodato della Cuiavia-Pomerania.
Ricopre una superficie di 72,45 km² e nel 2007 contava 6 725 abitanti.